# 秦峰塔
秦峰塔是一座七层楼高的古塔，位于江苏省苏州市的县级市昆山市千灯镇的延福寺附近:310-311，始建于南朝梁天监二年（503年），别称美人塔。秦峰塔于2013年被选为第七批全国重点文物保护单位，:58它也是千灯镇的地标性建筑之一和江苏省最早的文物保护单位之一。

## 历史沿革
南朝梁天监二年（503年），:310延福寺的僧人募资建造了秦柱峰（今秦峰塔，因为不雅而更名:51）。:13塔楼在南北朝后期和五代十国时期毁于战火，后于北宋大中祥符元年（1008年）:311:180由百姓募资重建。
明洪武年间塔被重修，但明末时被毁。清初时僧人嵩堂募资再度对其重修，秦峰塔恢复原状。但在清雍正二年（1724年）七月，大风吹折了秦峰塔的顶部。清乾隆五十四年（1789年），延福寺的僧人见云募集资金再度修复，但由于资金问题完成了一至四层的修复后便告终了。同治年间，太平军与清军作战，全塔受损严重，只剩下砖身，人们无法登上秦峰塔。
中华人民共和国建立后秦峰塔陆续经过了多轮修复。1962年和1963年，人们对秦峰塔展开了“封角护塔身”的保护性维修。1978年，围墙得以修复，:1111989年又对全塔展开了加固塔刹、更换避雷针等维修工作。1994年千灯镇政府在有关文物部门募资150万大修秦峰塔，游人可登塔鸟瞰千灯镇。此轮修复重铸了塔刹，整修了腰檐、平座、楼板、栏杆、木梯，并新建了塔衣，使得秦峰塔恢复了宋代的风貌。2007年，千灯镇成功申报为中国历史文化名镇，人们对秦峰塔的塔身再度加以修复并开始禁止游人登塔。
大事年表

- 南朝梁天监二年（503年）：延福寺僧人募资建立秦峰塔。
- 南北朝后期和五代十国：毁于战火。
- 北宋大中祥符元年（1008年）：百姓募资重建全塔。
- 明洪武年间：塔被重修。
- 明末：秦峰塔被毁。
- 清初：僧人嵩堂募资重修，全塔恢复原状。
- 清雍正二年（1724年）七月：塔顶被大风吹折。
- 清乾隆五十四年（1789年）：延福寺僧人见云募资修复，修至第四层因资金问题停止。
- 同治年间：太平军与清军作战时秦峰塔严重受损。
- 1962年至1963年：进行“封角护塔身”保护性维修。
- 1978年：修复围墙。
- 1989年：进行加固塔刹、更换避雷针等维修工作。
- 1994年：千灯镇政府募资150万大修全塔，秦峰塔恢复了宋代的风貌。
- 2007年：再度维修并禁止游客登塔。

## 建筑结构
秦峰塔是一座宋风建筑，:310结构为砖木结构，由塔基、塔身和塔刹三部分组成:111高38.7米，共七层，:85:330每层楼的边长为4.88米，底板由楠木制成，每个面都有门，横断平面为正方形。:13塔内各个楼层都用扶梯相连。铁铸顶刹高7米，:99:85形如葫芦。

## 保护与修复
从古至今，秦峰塔共经过13次大型修复工作。现在每年秦峰塔都会进行加固、更换材料、修复旧料等维护工作。此外，由于风力和地质等因素会向东南方向倾斜。为此每年都会有人专门检查是的秦峰塔至今仍处于可控制的安全范围内，一旦超出范围，有关部门会设法采用地基应力解除法等措施解决问题。